# Đoàn Ủy nhiệm Quản trị Khí quyển và Đại dương Quốc gia
Đoàn Ủy nhiệm Quản trị Khí quyển và Đại dương Quốc gia (tiếng Anh:National Oceanic and Atmospheric Administration Commissioned Corps), theo kiểu mẫu đoàn ủy nhiệm dưới luật liên bang Hoa Kỳ là một lực lượng đồng phục liên bang, hoạt động dưới quyền chỉ đạo của Cơ quan Quản trị Khí quyển và Đại dương Quốc gia (NOAA), một cơ quan khoa học nằm dưới quyền của Bộ Thương mại Hoa Kỳ. Đoàn là một trong số 8 lực lượng đồng phục liên bang của Hoa Kỳ và có khoảng 317 viên chức ủy nhiệm (tương đương cấp bậc sĩ quan quân đội) nhưng không có các cấp bậc thấp tương đương trong quân đội là chuẩn úy, hạ sĩ quan và binh sĩ.

## Lịch sử

Cờ của đoàn

Đoàn được thành lập vào năm 1917 với cái tên là Đoàn Thị Sát Đo đạc và Duyên hải (Coast and Geodetic Survey Corps) rồi sau đó là Đoàn Quản lý Dịch vụ Khoa học Môi trường (Environmental Science Services Administration Corps) từ 1965-1970. Đoàn có nguồn gốc từ cựu Cơ quan Thị sát Đo đạc và Duyên hải Hoa Kỳ năm 1807 dưới thời Tổng thống Thomas Jefferson.  Thời đó các sĩ quan thuộc Cơ quan Thị sát Đo đạc và Duyên hải được ủy nhiệm rằng dưới luật chiến tranh họ sẽ không bị hành quyết như các gián điệp nếu họ đang phục vụ trong vai trò người thị sát trên chiến trường.
Ngày nay đoàn có các viên chức nghiệp vụ được huấn luyện trong các ngành như sau: kỹ sư, khoa học trái đất, đại dương học, khí tượng học, khoa học nuôi trồng thủy sản, và các ngành nghề có liên quan khác. Các viên chức của đoàn lái những con tàu, phi cơ, điều hành các dự án nghiên cứu, tiến hành các hoạt động thám hiểm dưới đại dương, và phục vụ những vị trí khác trong đoàn.

## Các viên chức ủy nhiệm (tương đương sĩ quan quân đội Hoa Kỳ)
Đoàn sử dụng các cấp bậc cho các viên chức ủy nhiệm của mình giống như các cấp bậc sĩ quan Hải quân Hoa Kỳ và Tuần duyên Hoa Kỳ. Mặc dù cấp bậc đô đốc được cho phép đoàn sử dụng nhưng chưa có một viên chức nào trong lịch sử của đoàn giữ đến cấp bậc này. Cấp bậc phó đô đốc tồn tại nhưng cần có sự chấp thuận của Quốc hội Hoa Kỳ để được tái lập. Chỉ có một viên chức của đoàn giữ đến cấp bậc này là Henry A. Karo vào năm 1965. Hiện tại đoàn có các cấp bậc từ thiếu úy lên đến chuẩn đô đốc và các bậc lương tương ứng với các cấp bậc vừa kể là từ  O-1 đến O-8. Các viên chức được đoàn bổ nhiệm trực tiếp và nhận lương bổng như các thành viên khác của các lực lượng đồng phục Hoa Kỳ. Họ không được giữ hai chức vụ cùng lúc với một lực lượng đồng phục khác nhưng việc liên chuyển thì được phép.
|      |      |      |      |
| VADM | RADM | RDML | CAPT |

| Trung tá | Thiếu tá | Đại úy | Trung úy | Thiếu úy |
| O-5      | O-4      | O-3    | O-2      | O-1      |
| -------- | -------- | ------ | -------- | -------- |
|          |          |        |          |          |
| CDR      | LCDR     | LT     | LTJG     | ENS      |

## Đồng phục
Đoàn có đồng phục nghi thức giống như quân phục Hải quân Hoa Kỳ mang cùng với phù hiệu của đoàn. Đồng phục làm việc thường ngày thì giống như quân phục của Tuần duyên Hoa Kỳ với phù hiệu của đoàn.